# Evil woman (ELO)
Evil woman is een single van Electric Light Orchestra (ELO). Het is afkomstig van hun album Face the music. Het nummer was een wereldhit, ondanks dat het in de ogen van Jeff Lynne een opvullertje was voor het album.
In het lied komt de tekst voor: "There's a hole in my head where the rain comes in". Het is een verwijzing naar Fixing a hole van The Beatles; het grote voorbeeld voor Jeff Lynne.
Het nummer is een aantal keren gecoverd. De belangrijkste daarvan is door Jeff Lynne zelf. Hij remixte het in een half uur geschreven nummer opnieuw op voor zijn album Mr. Blue Sky: The very best of Electric Light Orchestra. Volgens eigen zeggen, wilde hij een versie maken die meer voldeed aan zijn wensen dan de opname uit 1975. Het nummer is te horen in de film Austin Powers in goldmember. Verder verscheen het in een aantal films en reclamespotjes met een ironische verwijzing naar de titel.
De versie uitgebracht in België kreeg in Nightrider een andere B-kant mee. De single werd daar geen hit.

## Hitnotering
In Nederland waren de noteringen middelmatig. In Engeland stond het nummer 10 weken genoteerd, met als hoogste plaats nummer 10. Het ging daar in herhaling toen het werd uitgebracht op The ElO EP, die een 15e plaats haalde (1978). In de Billboard Hot 100 haalde het eveneens een 10e plaats, maar dan in 17 weken.

### Nederlandse Top 40
| Positie: | 30 | 28 | 20 | 22 | 33 | uit |

### NederlandseDaverende 30
| Positie: | 21 | 21 | 25 | uit |

### NPO Radio 2 Top 2000
Evil Woman stond alleen in 2005 in de NPO Radio 2 Top 2000, op plek 1893.